# Мопани
Мопани (Mopani) — район провинции Лимпопо (ЮАР). Административный центр — Гияни. Район назван в честь часто встречающегося в нём дерева мопане. Большинство населения района говорит на языках тсонга и северный сото.

## История
В годы режима апартеида на этих землях находилась северная часть бантустана Газанкулу. После реинтеграции бантустана в состав ЮАР в 1994 году Гияни — бывший административный центр бантустана — стал административным центром района Мопани.

## Административное деление
В состав района Мопани входят пять местных муниципалитетов:
- Маруленг (местный муниципалитет)
- Большой Тзанеен (местный муниципалитет)
- Большой Гияни (местный муниципалитет)
- Большой Летаба (местный муниципалитет)
- Ба-Пхалаборва (местный муниципалитет)